# وارد إليوت
وارد إليوت (بالإنجليزية: Ward Elliott) هو عالم سياسة أمريكي، ولد في 6 أغسطس 1937.